# Barleben
Barleben ist eine Einheitsgemeinde im Landkreis Börde in Sachsen-Anhalt.

## Geographie
Die Einheitsgemeinde liegt direkt nördlich von Magdeburg und südlich von Wolmirstedt an der Bundesautobahn 2 (Hannover–Berlin). Nördlich durchquert der Mittellandkanal das Gemeindegebiet.
Gemeindegliederung
Ortschaften der Gemeinde:
- Barleben
- Ebendorf
- Meitzendorf

## Geschichte
Barleben wurde erstmals im Jahre 1062 in einer kaiserlichen Urkunde unter dem Namen Partunlep erwähnt.
In ihrer heutigen Form entstand die Gemeinde am 1. Juli 2004 aus dem freiwilligen Zusammenschluss der bis dahin selbständigen Gemeinden Barleben, Ebendorf und Meitzendorf, die zuvor die Verwaltungsgemeinschaft Mittelland bildeten. Der ursprüngliche Name der neuen Gemeinde war ebenfalls „Mittelland“, doch wurde die Gemeinde am 2. Juni 2005 in Barleben umbenannt. Dabei änderte sich auch der amtliche Gemeindeschlüssel.

## Bevölkerung
| Jahr | Einwohner |
| ---- | --------- |
| 1990 | 3.691     |
| 2006 | 9.267     |
| 2010 | 9.090     |
| 2015 | 9.133     |
| 2020 | 9.178     |

| Jahr | Einwohner |
| ---- | --------- |
| 2021 | 9.185     |
| 2022 | 9.106     |
| 2023 | 9.118     |
| 2024 | 9.137     |

Stand: 31. Dezember des jeweiligen Jahres (Angaben des Statistischen Landesamtes Sachsen-Anhalt), ab 2011 auf Basis des Zensus 2011, ab 2022 auf Basis des Zensus 2022
Der starke Anstieg der Einwohnerzahl zwischen 1990 und 2006 ist auf Eingemeindungen zurückzuführen.

## Religion

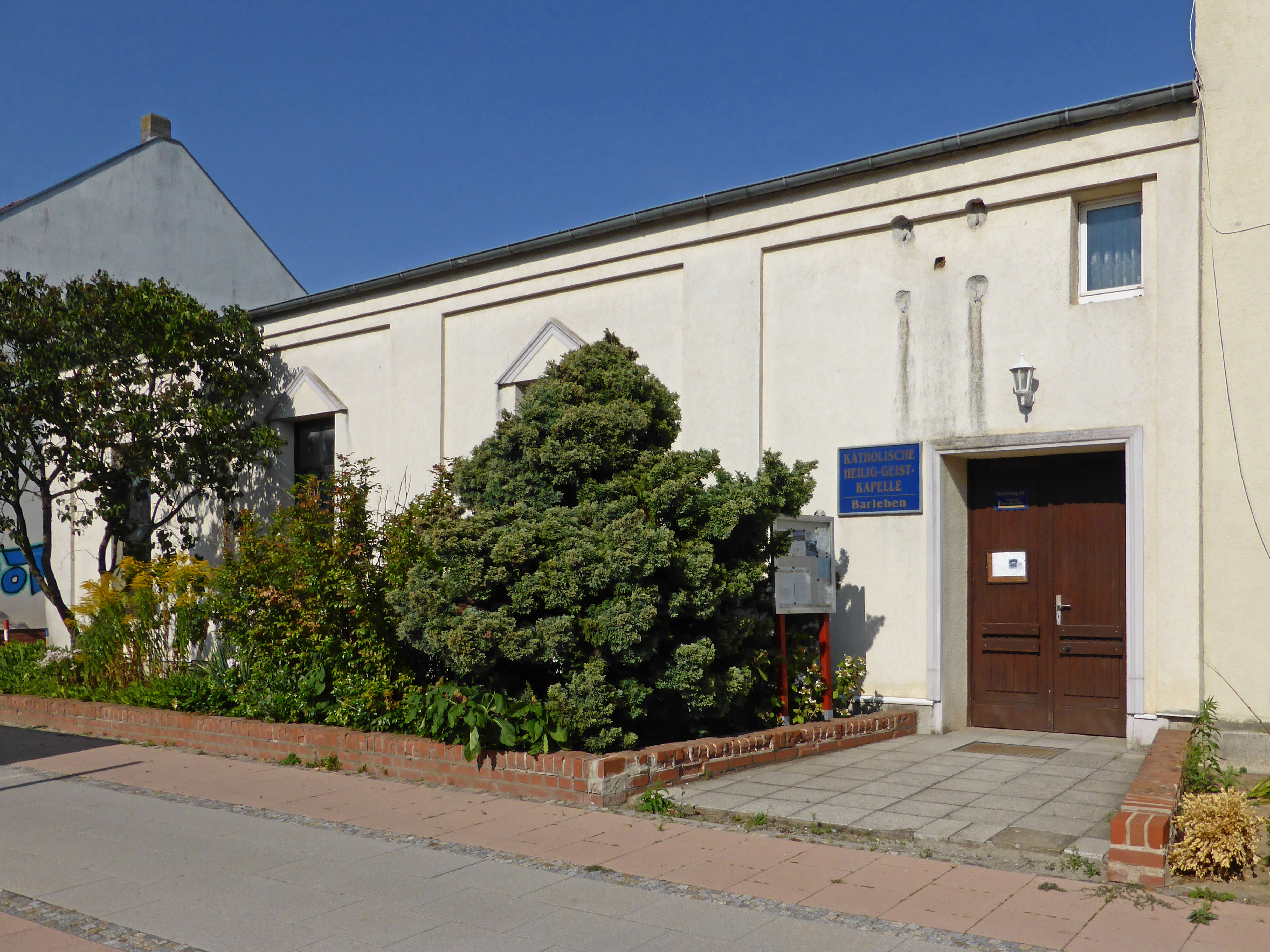
Heilig-Geist-Kapelle

Die evangelische Kirche St. Peter und Paul gehört zum Kirchspiel Barleben, das auch die Kirchen in Ebendorf und Meitzendorf umfasst. Mit den Kirchengemeinden Dahlenwarsleben und Gersdorf bildet es den Pfarrbereich Barleben, der zum Kirchenkreis Haldensleben-Wolmirstedt im Propstsprengel Stendal-Magdeburg der Evangelischen Kirche in Mitteldeutschland gehört.
Die römisch-katholische Heilig-Geist-Kapelle wurde 1952 im ehemaligen Gewerkschaftshauses am Breiteweg von Weihbischof Friedrich Maria Rintelen geweiht, nachdem sich infolge des Zweiten Weltkriegs die Zahl der Katholiken im Raum Barleben durch den Zuzug von Flüchtlingen und Heimatvertriebenen aus den Ostgebieten des Deutschen Reiches stark erhöht hatte. Zuvor fanden bereits einige Jahre lang katholische Gottesdienste in Barleben seitens der Magdeburger St.-Agnes-Gemeinde in einem Klassenraum der Grundschule und in der evangelischen Kirche statt. Seit den Gemeindefusionen im Bistum Magdeburg 2010 gehört die Kapelle zur Magdeburger Pfarrei St. Johannes Bosco.
Der Zensus 2011 zeigte, dass von den 8.946 Einwohnern der Gemeinde Barleben 9,2 % der evangelischen Kirche und 2,5 % der römisch-katholischen Kirche angehörten. Die Mehrzahl der Einwohner gehörte keiner Religionsgemeinschaft an.

## Politik

### Gemeinderat
Der Gemeinderat von Barleben besteht aus 20 Mitgliedern und dem Bürgermeister. Die Kommunalwahl am 9. Juni 2024 führte bei einer Wahlbeteiligung von 67,8 % zu folgendem Ergebnis:
| Partei / Wählergruppe                | Stimmenanteil 2019 | Sitze 2019 |        | Stimmenanteil 2024 | Sitze 2024 |
| ------------------------------------ | ------------------ | ---------- | ------ | ------------------ | ---------- |
| CDU                                  | 34,4 %             | 7          | 34,3 % | 7                  |            |
| Freie Wählergemeinschaft (FWG)       | 25,1 %             | 5          | 21,8 % | 4                  |            |
| AfD                                  | –                  | –          | 21,7 % | 4                  |            |
| FDP                                  | 15,6 %             | 3          | 07,2 % | 2                  |            |
| SPD                                  | 06,8 %             | 2          | 07,0 % | 1                  |            |
| Unabhängige Wählergemeinschaft (UWG) | 05,2 %             | 1          | 04,8 % | 1                  |            |
| Die Linke                            | 06,3 %             | 1          | 03,3 % | 1                  |            |
| Bündnis 90/Die Grünen                | 06,6 %             | 1          | –      | –                  |            |
| Insgesamt                            | 100 %              | 20         | 100 %  | 20                 |            |

FWG und Linke sowie SPD und UWG haben sich jeweils zu einer Fraktion zusammengeschlossen.

### Bürgermeister
- 2004–2018: Franz-Ulrich Keindorff[10]
- seit 2018: Frank Nase (CDU)

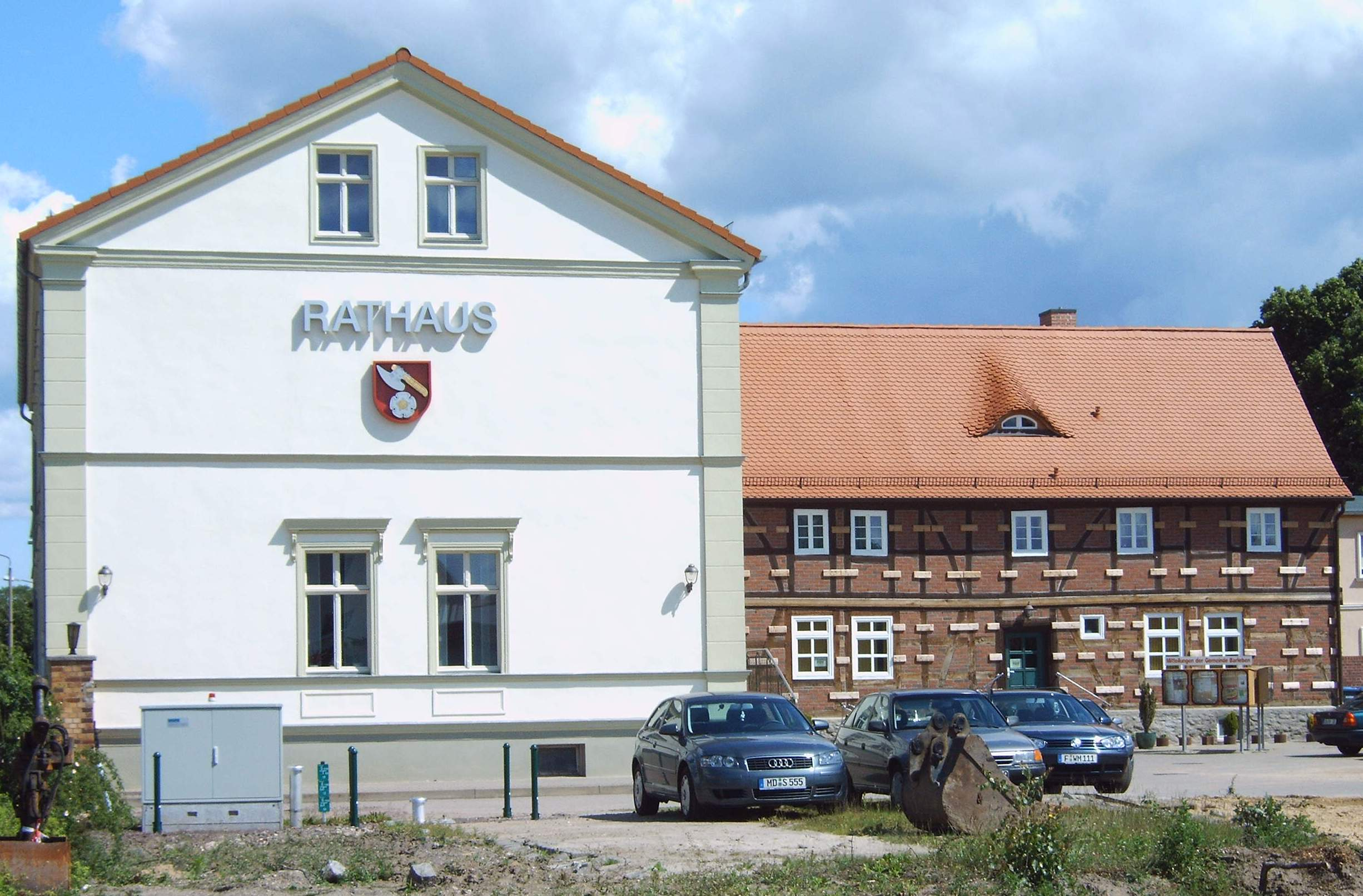
Rathaus Barleben

Nase wurde in der Bürgermeisterstichwahl am 8. April 2018 mit 59,5 % der gültigen Stimmen gewählt. Er wurde am 25. Mai 2025 ohne Gegenkandidat mit 100 % der gültigen Stimmen in seinem Amt bestätigt. Seine Amtszeit beträgt sieben Jahre.

### Wappen
Das Wappen wurde erstmals am 6. Oktober 1993 durch das Regierungspräsidium Magdeburg genehmigt und am 29. August 2005 durch den Ohrekreis bestätigt.
Blasonierung: „In Rot eine schräggelegte Barte mit goldenem Stiel, darunter eine silberne Rose.“
Durch die im Jahre 2004 erfolgte Fusion der drei Gemeinden zur neuen Einheitsgemeinde Mittelland verloren alle drei Gemeindewappen den Status eines Hoheitszeichens. Bereits im Folgejahr 2005 benannte sich die neue Gemeinde jedoch wieder um und führt seit dem den Namen Barleben. Man machte von der Möglichkeit Gebrauch und beschloss zukünftig das Wappen des gleichnamigen Ortsteils als Hoheitszeichen weiter zu nutzen.
Historisches Wappen
Das Wappen wurde am 5. Oktober 1937 durch den Oberpräsidenten der Provinz Sachsen verliehen.
Blasonierung: „In Rot über silberner Zinnenmauer ein schräggestelltes silbernes Beil (Barte) mit goldenem Stiel.“
Der Ort, bis ins 16. Jahrhundert Bardeleben genannt, ist der Stammsitz der Familie von Barleben. In Anlehnung an deren Wappen und an die alte Namensform wurde die Barte als redendes Wappenbild gewählt. Die Mauer bezieht sich auf das nach 1403 wieder verschwundene Schloss der Magdeburger Erzbischöfe in Barleben.

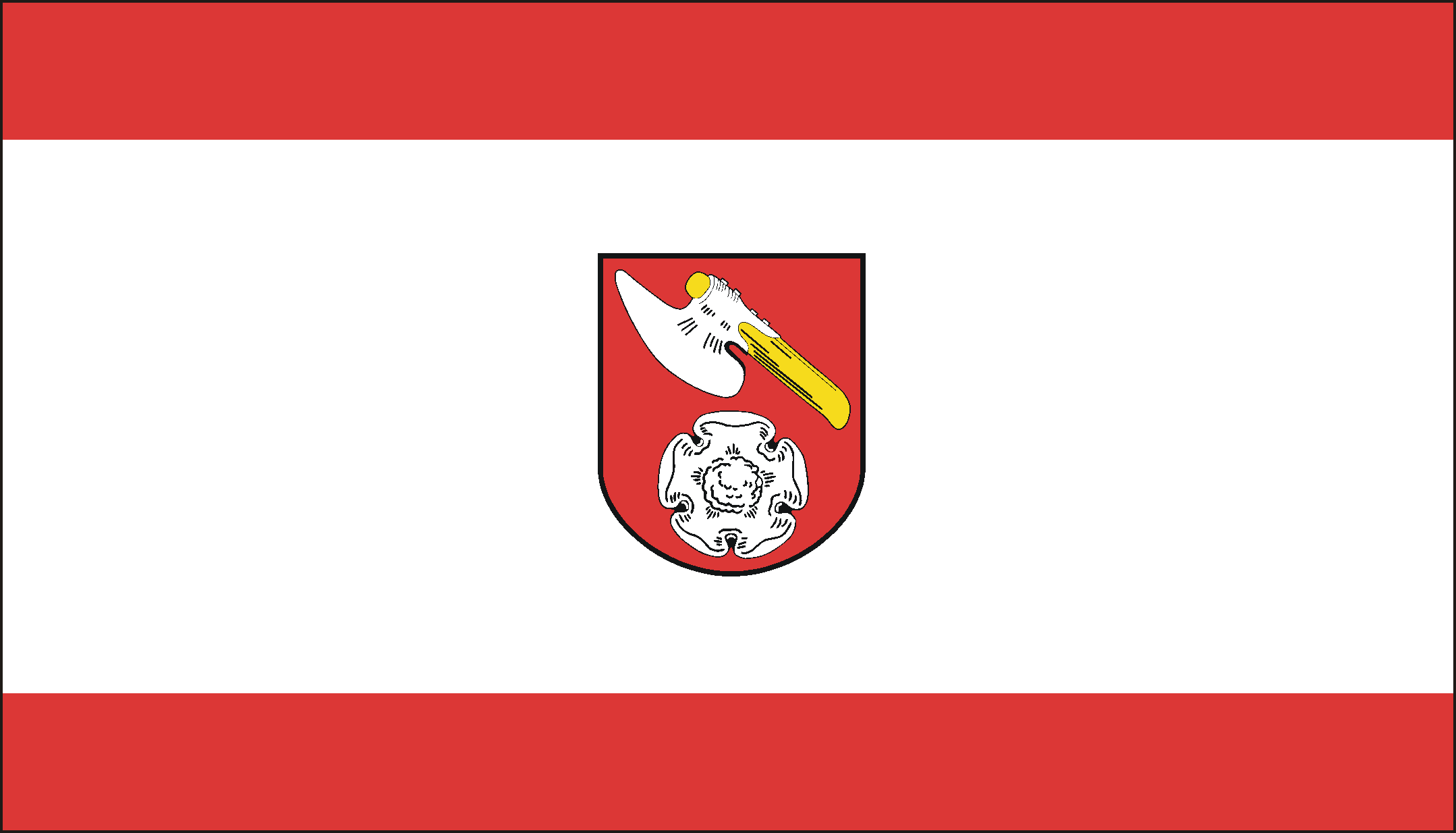
Flagge der Gemeinde Barleben

Das ursprüngliche Wappen wurde von dem Magdeburger Staatsarchivrat Otto Korn gestaltet.

### Flagge
Die Flagge wurde erstmals am 11. September 2001 durch das Regierungspräsidium Magdeburg genehmigt und am 29. August 2005 durch den Ohrekreis bestätigt.
Die Flagge ist rot-weiß-rot (1:4:1) gestreift (Hissflagge: Streifen senkrecht verlaufend, Querflagge: Streifen waagerecht verlaufend) mit dem mittig aufgelegten Wappen der Gemeinde.
Sie wurde vom Heraldiker Jörg Mantzsch gestaltet und ins Genehmigungsverfahren geführt.

### Gemeindepartnerschaften
Partnergemeinden mit Partnerschaftsvertrag sind die Gemeinden Wittmund (Deutschland/Niedersachsen), Notre-Dame-d’Oé (Frankreich), Lukavac (Bosnien und Herzegowina) und Zarewo (Bulgarien). Als Partnergemeinde mit partnerschaftlichen Beziehungen wird die Gemeinde Nebelschütz (Deutschland/Sachsen, Lausitz) geführt.
Darüber hinaus gibt es partnerschaftliche Beziehungen zur Ortschaft Ebendorf der Stadt Mistelbach an der Zaya (Österreich).

## Sehenswürdigkeiten und Kultur

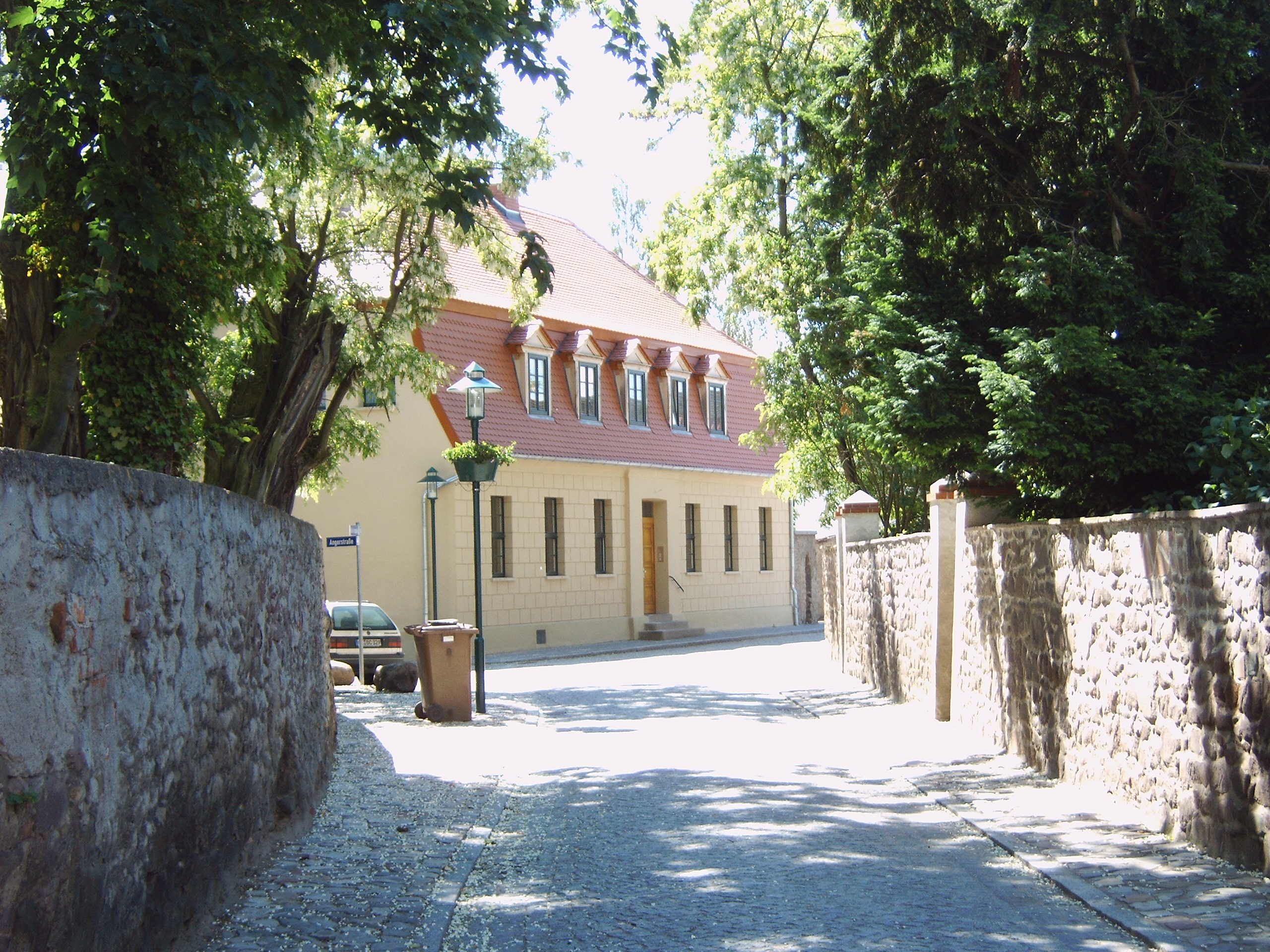
Alte Kirchstraße

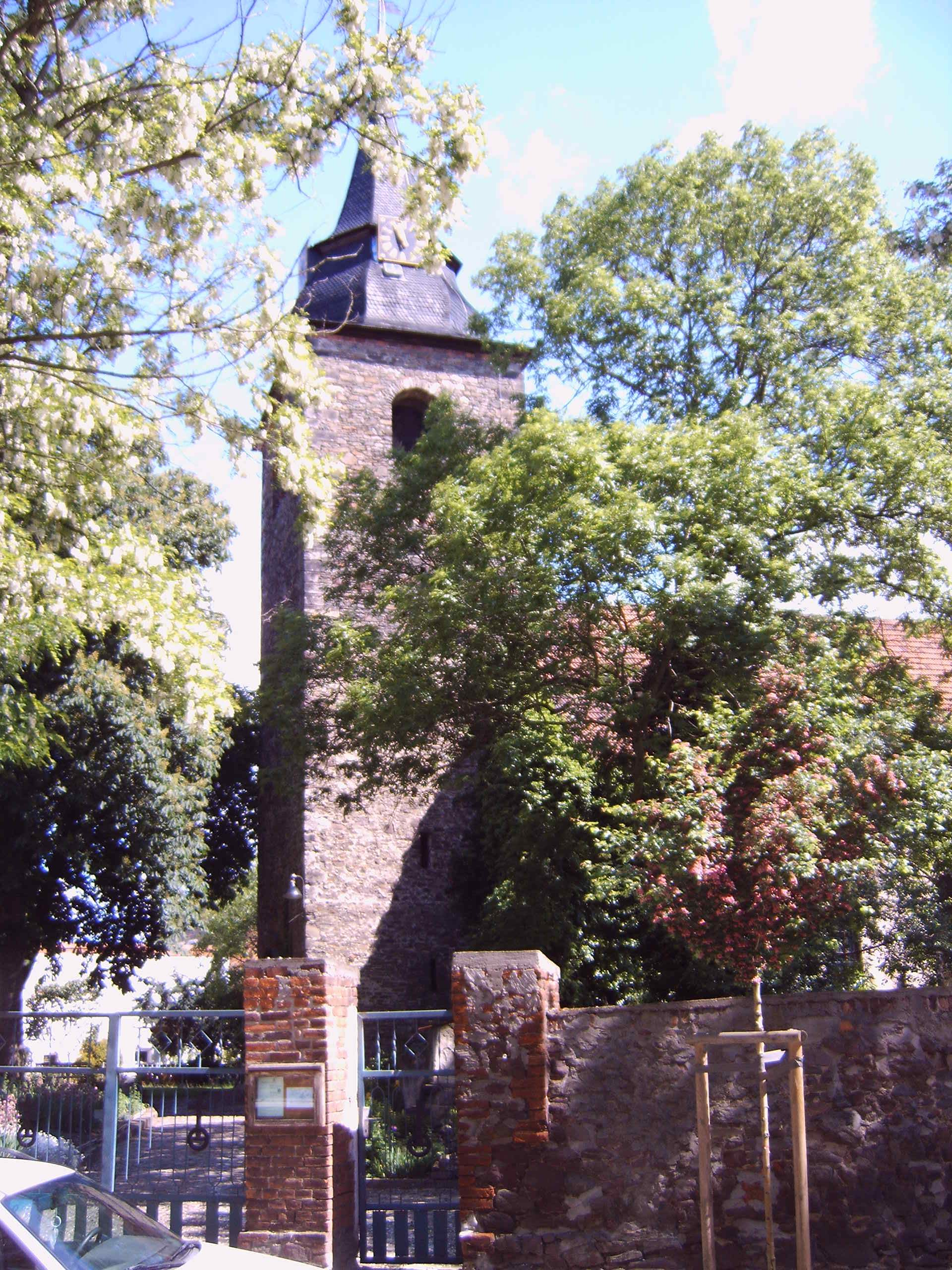
Kirche St. Peter und Paul

Die Kulturdenkmale der Gemeinde sind im örtlichen Denkmalverzeichnis eingetragen.
Der historische Ortskern von Barleben umfasst eine Fläche von etwa 30 ha und hat 13 Einzeldenkmale, darunter die Kirche St. Peter und Paul und die Alte Post. Mit Hilfe des Förderprogrammes „Städtebauliche Sanierung im ländlichen Bereich“ wurde der Ortskern seit dem Jahre 2000 saniert. Insgesamt wurden seitdem etwa 6,5 Mio. € investiert.
In Barleben bestehen etwa 80 Vereine, die das Kulturleben maßgeblich gestalten. Als Mittelpunkt für kulturelle Veranstaltungen steht eine moderne Mehrzweckhalle, die Mittellandhalle, direkt im Zentrum von Barleben zur Verfügung. Die 2004 eröffnete Multifunktionshalle bietet nicht nur Möglichkeiten für sportliche Aktivitäten, sondern wird auch als Veranstaltungshalle genutzt. Unter anderem ist sie Spielstätte der 2. Bundesliga-Frauenmannschaft des HSC 2000 „Barleber Bandits“.
Seit dem Mai 2008 bietet der Heimatverein Barleben eine historische Führung durch den alten Ortskern in alten Trachten an.
Mit der Insel der Alternativen e. V. und dem Kids Club verfügt Barleben über zwei Jugendclubs. Weiterhin bestehen drei Seniorentreffs, eine Gemeindebibliothek mit fast 10.000 Medien und die Heimatstube Barleben.
Geschichtsdenkmale
- Sammelgrab aus dem Jahre 1945 auf dem Alten Friedhof für zehn französische Häftlinge des KZ Dora-Mittelbau, die beim Todesmarsch im April 1945 von SS-Männern ermordet wurden
- Grabstätte aus dem Jahre 1945 auf dem Neuen Friedhof in der Bahnhofstraße für einen unbekannten ungarischen KZ-Häftling des gleichen Todesmarsches

## Wirtschaft und Infrastruktur

### Wirtschaft
Insgesamt wurden nach der politischen Wende 1990 fünf Gewerbegebiete erschlossen.
Der Technologiepark Ostfalen (TPO) hat per Bebauungsplan 300 ha verfügbar, und er ist bis auf 900 ha erweiterbar. Zurzeit ist dort eine Fläche von ca. 90 ha mit rund 120 Unternehmen und ca. 2.300 Arbeitsplätzen belegt. Der größte Arbeitgeber im TPO ist die Salutas Pharma GmbH, ein Unternehmen der Sandoz-Gruppe, die in einer modernen Produktionsstätte Arzneimittel herstellt und ca. 1.170 Mitarbeiter beschäftigt. Am 5. Juli 2021 wurde veröffentlicht, dass HelloFresh ab 2022/2023 bis zu 1.500 neue Arbeitsplätze im TPO schaffen wird und damit der größte Arbeitgeber werden wird.
Im Gewerbegebiet Kurze Sülte stehen 17 ha Gewerbefläche vollerschlossen zur Verfügung, davon sind ca. 74 % belegt. 35 Unternehmen mit ca. 300 Mitarbeitern haben sich dort angesiedelt. Unter anderem wird hier im Bauer-Verlagsdruckhaus die Tageszeitung für das nördliche Sachsen-Anhalt, die Volksstimme, gedruckt.
Das Gewerbegebiet Kurze Sülte Nord mit 4,2 ha Gewerbefläche, ist fast ausgelastet. Zurzeit befinden sich dort drei Unternehmen mit ca. 50 Mitarbeitern.
In der Ortschaft Meitzendorf befinden sich zwei weitere Gewerbegebiete.

Das Gewerbegebiet Meitzendorf I ist zu 98 % ausgelastet, auf der 27,3 ha großen Fläche haben sich ca. 20 Unternehmen angesiedelt. Unter anderem ist das Discounter-Unternehmen Aldi-Nord mit einer ihrer Regionalniederlassungen ansässig, zuzüglich eines großflächigen Zentrallagers.

Des Weiteren gibt es das Gewerbegebiet Meitzendorf II mit einer Fläche von 7,91 ha.
Insgesamt bestehen in der Gemeinde Barleben ca. 1.000 gewerbliche Anmeldungen. Neben der verkehrsgünstigen Lage ist vor allem die Nähe zur Landeshauptstadt Magdeburg ein wesentlicher Grund für die Gewerbeansiedlungen.

### Energie
2011 hat der Projektentwickler ABO Wind in Barleben eine Biogasanlage mit Direkteinspeisung errichtet, die 2012 in Betrieb genommen und von UDI, einem Anbieter ökologischer Geldanlagen aus Nürnberg, erworben worden ist. Es handelt sich nach Angaben der Unternehmen um eine der ersten Anlagen, die hauptsächlich Schweinegülle und Putenmist vergären und das aufbereitete Biogas ins Erdgasnetz einspeisen. Das Investitionsvolumen betrug rund 14 Millionen Euro. Die Anlage ist dafür ausgelegt, jährlich 17.000 Tonnen Schweinegülle, 14.000 Tonnen Putenmist und 20.000 Tonnen Maissilage zu verarbeiten. Damit liegt der Anteil von Mist und Gülle bei knapp über 60 Prozent. Die jährliche Gasausbeute ist mit gut 45 Gigawattstunden kalkuliert. 70 Prozent des Biogases werden zu Bioerdgas aufbereitet (350 m³/h) und in das öffentliche Erdgasnetz eingespeist. Das verbleibende Drittel wandelt ein Blockheizkraftwerk (BHKW) mit einer Leistung von 600 Kilowatt in Strom und Wärme um. Während der Strom in das Netz des örtlichen Energieversorgers fließt, dient die Wärme zur Beheizung der Fermenter. Die Vergärung der Substrate erfolgt in zwei parallel angeordneten Stahlfermentern.

### Verkehr
Folgende wichtige Verkehrswege tangieren die Gemeinde:
Bundesautobahn 2 Berlin–Dortmund mit zwei Anschlussstellen, Bundesautobahn 14 Dresden–Magdeburg mit einer Anschlussstelle, Bundesstraße 189 und die Bundesstraße 71, die Bahnstrecke Glindenberg–Oebisfelde mit einem Bahnhof (Barleben) und einem Haltepunkt (Meitzendorf) in der Gemeinde sowie die Bahnstrecke Magdeburg–Wittenberge mit einem Haltepunkt (Barleber See).

### Bildung

#### Schulen
Neben einer kommunalen Gemeinschaftsschule gibt es auch die Internationale Grundschule Pierre Trudeau und das Internationale Gymnasium Pierre Trudeau in freier Trägerschaft der Ecole-Stiftung. Das Gymnasium ist in einem alten Industriegelände untergebracht, welches völlig saniert wurde. Vorher befand sich das Gymnasium in einer alten Herrenvilla neben der Mittellandhalle. Seit Ende Januar 2010 kann an dem Internationalen Gymnasium das AbiBac abgelegt werden. Das Internationale Gymnasium in Barleben ist damit zusammen mit der Latina in Halle (Saale) eines von zwei Gymnasien in Sachsen-Anhalt, wo dies möglich ist.

#### Kindereinrichtungen
Es bestehen zwei Kindertagesstätten mit insgesamt 145 Plätzen (0 Jahre bis Schulanfang), ein Kindergarten mit insgesamt 120 Plätzen (von 3 Jahren bis Schulanfang) und eine Kinderkrippe mit insgesamt 67 Plätzen (von 0 bis 3 Jahren). Neben den 4 gemeindlichen Einrichtungen, betreibt das Bodelschwing-Haus e. V. eine Kita mit 124 Plätzen (Kinderkrippe und Kindergarten). Dafür wurde ein altes historisches Herrenhaus in der Alten Kirchstraße aufwendig saniert und somit der historische Ortskern aufgewertet.
Zur Hortbetreuung von Kindern nach dem Unterricht stehen in der kommunalen Grundschule 150 Plätze zur Verfügung. Eine weitere Horteinrichtung befindet sich in freier Trägerschaft des Bodelschwingh-Hauses Wolmirstedt e. V. an der Internationalen Grundschule.

## Persönlichkeiten

### Söhne und Töchter der Gemeinde
- Fritz Kater (1861–1945), Gewerkschafter und Verleger
- Maria Kühne (1885–1947), Widerstandskämpferin gegen den Nationalsozialismus
- Horst Gaede (1926–1999), Radsportler
- Reinhold Kietz (1927–1994), Politiker (SED), 1965–1976 Oberbürgermeister von Brandenburg an der Havel
- Claus-Dieter Weich (* 1950), Politiker (DVU, 1998–2002 Landtagsabgeordneter
- Günter-Willi Scholz (* 1952), Politiker (SED, PDS), Bürgermeister in Teutschenthal

### Mit Barleben verbundene Persönlichkeiten
- Volkmar Laube (* 1960), Buchautor, lebt in Barleben